# نهر ليمبوبو
نهر ليمبوبو أحد أكبر الأنهار في أفريقيا بعد نهر زمبيزي والتي تصب في المحيط الهندي. ومصدر هذا النهر من جنوب وسط أفريقيا، ويجري بصورة عامة باتجاه الشرق حتى مصبه في المحيط الهندي. يبلغ طول النهر حوالي 1750 كيلومتر، ومساحة حجم حوض تصريفه 415,000 كيلومتر مربع، ومعدل تصريفه السنوي 170 متر مكعب في الثانية (6,200 قدم مكعب في الثانية). ويجري هذا النهر في 4 دول من منبعه حتى مصبه وهي: جنوب أفريقيا وبوتسوانا وزيمبابوي وموزمبيق.

## وصف طبيعة النهر
يجري نهر ليمبوبو على شكل قوس كبير، ففي الشمال يتخذ النهر مساراً متعرجاً ثم يتجه إلى الشمال الشرقي ثم ينعطف شرقاً وأخيراً يتجه باتجاه الجنوب الشرقي، ثم يشكل حدوداً لحوالي 640 كيلومتر تفصل بين جنوب أفريقيا والمنطقة الجنوبية الشرقية من بوتسوانا إلى الشمال الغربي وزيمبابوي إلى الشمال. وهناك عدة منحدرات تواجه النهر وتشكل مساقط لمياهه في أراضي جنوب أفريقيا الداخلية.

## روافد النهر

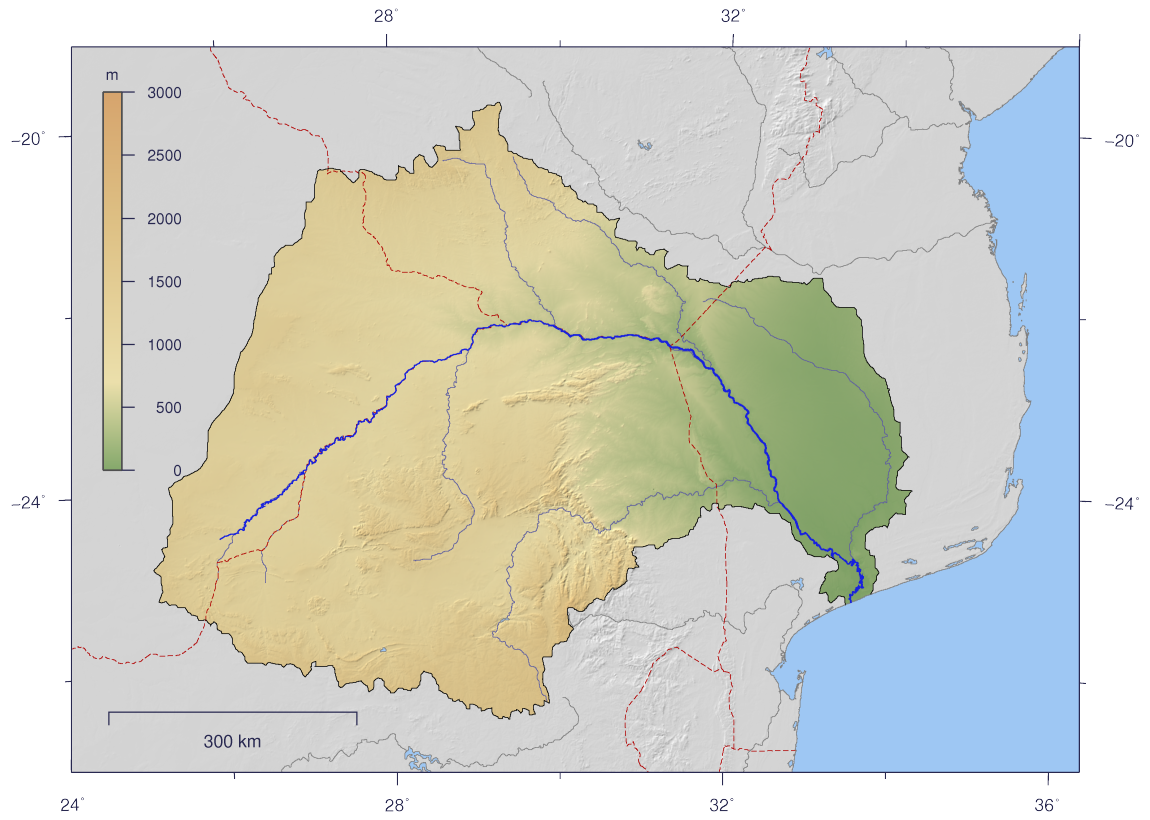
حوض نهر ليمبوبو الذي يجري في أربع دول إفريقية على شكل قوس كبير

يصب نهر ماريكو ونهر التمساح في نهر ليمبوبو مشكلة روافد لهذا النهر تزيد في بداية قوة واندفاع وكبر حجم نهر ليمبوبو. أما الرافد الرئيس لنهر ليمبوبو فهو نهر الفيل الذي يساهم بحوالي 1,233 مليون متر مكعب من المياه سنويا، كما يوجد هناك روافد أخرى كبيرة هي نهر شاشي، ونهر مزنغواني، ونهر موينيزي Mwenze، ونهر لوفوهو Luvuhu.
تقع بلدة ميناء «زاي زاي» في موزمبيق على هذا النهر قرب مصبه. ونهر ليمبوبو صالح للملاحة بشكل دائم باتجاه البحر لكن الرؤوس الرملية تشكل عائقاً في دخول القوارب الكبيرة ما عدا في أوقات المد العالي.
في الركن الشمالي الشرقي لجنوب أفريقيا يشكل النهر حدوداً لمتنزه كروغر الوطني الذي يجري خلاله أحد روافد نهر ليمبوبو وهو نهر الفيل.

## مواصفات حوض النهر

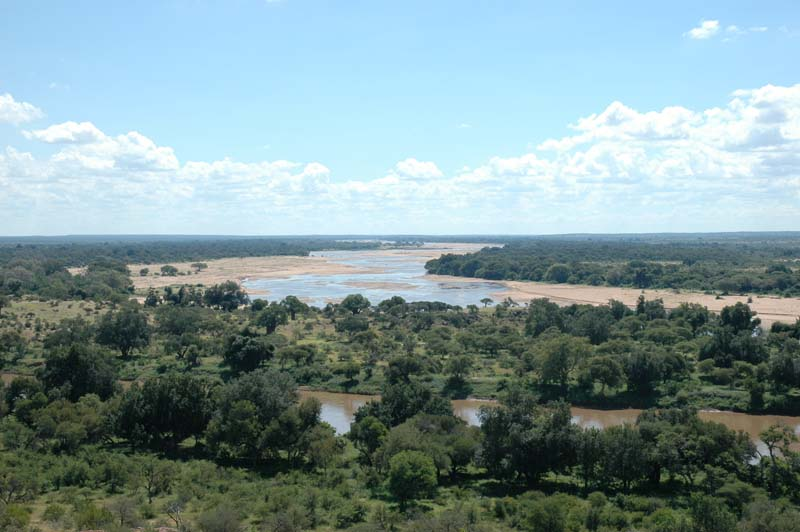
التقاء نهر ليمبوبو ونهر شاشي. الصورة مأخوذة من جنوب أفريقيا، على اليسار أرض بوتسوانا وعلى اليمين زيمبابوي، والنهر الذي يجري من اليسار لليمين هو نهر ليمبوبو والنهر الذي في الأفق هو نهر شاشي

مياه نهر ليمبوبو تسير بشكل بطيء نتيجة لمحتواه الكبير من الطمي (الغرين) خلال الأمطار الموسمية، أما في سنوات الجفاف ينخفض معدل تدفق النهر في الأجزاء العليا إلى 40 يوماً أو أقل، والجزء العلوي من حوض التصريف قاحل في صحراء كالاهاري، أما المناطق السفلية من النهر فيوجد بها كثافة سكانية عالية، ويعيش حوالي 14 مليون شخص في حوض نهر ليمبوبو. وفي حالة الفيضانات أثناء الموسم الممطر تتعرض تلك المناطق في حوض النهر لأضرار. وأشد الأضرار التي تعرضت لها هذه المناطق هي تلك الفيضانات التي ضربت موزمبيق في فبراير عام 2000 نتيجة الأمطار الغزيرة المستمرة والإعصار الذي صاحبها حيث أودت بحياة أكثر من 700 شخص وشردت حوالي مليون آخرين.

## التاريخ
إن أول شخص أوروبي شاهد هذا النهر يعتقد أنه أحد رجال المستكشف البرتغالي فاسكو دا غاما في رحلته الأولى التي رست عند مصب النهر في عام 1498، وفي بعض الروايات الأخرى أن فاسكو دا غاما
هو نفسه من شاهد هذا النهر عندما رست سفنه في مصبه عام 1498 ، وكان يوجد استيطان بشري في تلك المناطق آنذاك. ووجدت أيضاً متحجرات قديمة جداً في مواقع مثل وادي مكابانز Makapans قرب موكوباني Mokopane وقدر أعمار هذه المتحجرات ماقبل 3,5 مليون سنة.
ألف الكاتب والشاعر البريطاني روديارد كبلينغ القصص القصيرة في الأدب العالمي وخاصة في قصص الأطفال، وفي إحدى قصصه القصيرة بعنوان (طفل الفيل) وصف نهر ليمبوبو بقوله (.. إن نهر ليمبوبو العظيم الأخضر الرمادي ذو المظهر الزيتي الذي تحوطه أشجار الأكاسيا «أشجار الحمى» حيث تسكن أفعى صخرة البايثون الملونة..) 

## وصلات خارجية
مفوضية مجرى مياه ليمبوبو LIMCOM
التوعية البيئية لنهر ليمبوبو
حوض نهر ليمبوبو / برنامج المجموعة الاستشارية الزراعية الدولية CGIAR للماء والغذاء CPWF
Two studies of the Limpopo River by the Environment and Production Technology Division at the المعهد الدولي لبحوث السياسات الغذائية (IFPRI):
- Climate change implications for water resources in the Limpopo River Basin
- Green and blue water accounting in the Limpopo and Nile Basins
- Limpopo Watercourse Commission (LIMCOM) www.limcom.org
- Limpopo River Awareness Kit
- FROC - Reference frequency of occurrence of fish species in South Africa